# 新山 (紫波町)
新山（にいやま）は、岩手県紫波郡紫波町土館字馬の子115番地にある標高551.7mの山である。

## 概要
- 当山は、岩手県のほぼ中央部にある。
- 当山には、在盛テレビ・FM放送局の盛岡送信所が置かれている。
- なお本項では、2016年6月30日にサービスを終了[1]したジャパン・モバイルキャスティングの盛岡中継局（2013年2月28日開局）についても、併せて記述する。
- 放送エリアは、下記を参照の事。

## 放送送信設備概要

### 地上デジタルテレビジョン放送

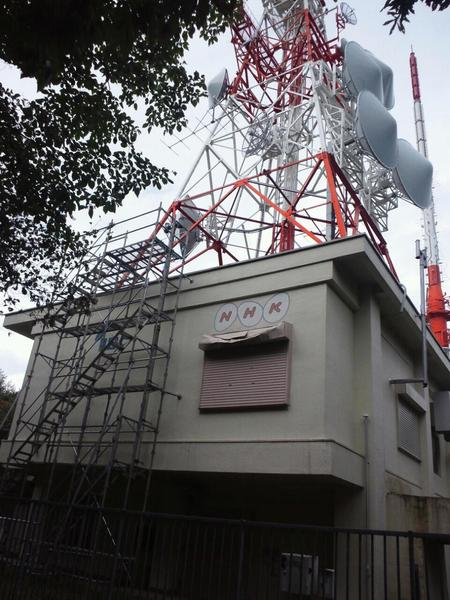
NHK・IBCテレビデジタル送信所
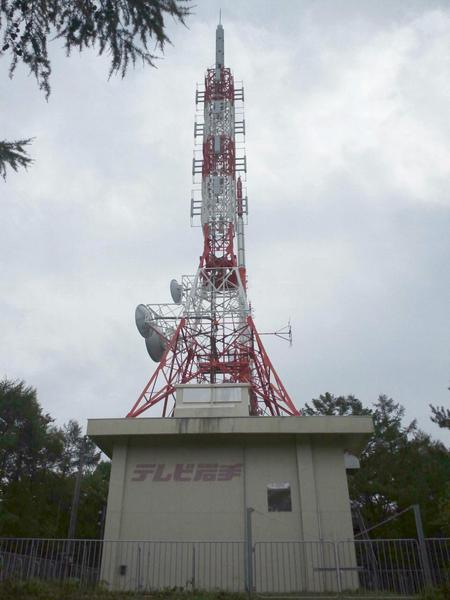
テレビ岩手・エフエム岩手送信所
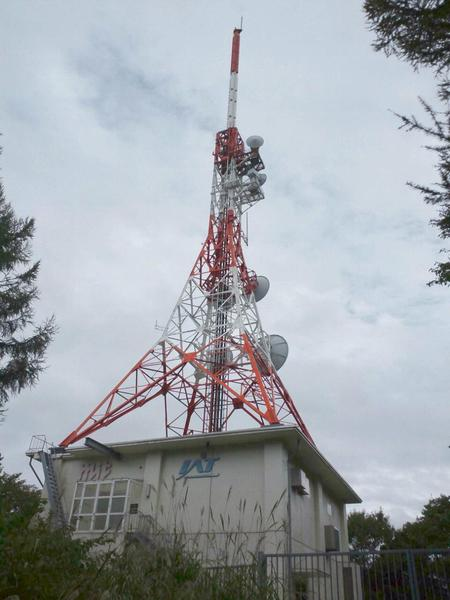
岩手めんこいテレビ・岩手朝日テレビ送信所

| ID | 放送局名               | コール サイン | 物理 チャンネル | 空中線 電力 | ERP   | 放送対象 地域 | 放送区域 内世帯数 | ワンセグ 局名       |
| -- | ---------------------- | ------------- | --------------- | ----------- | ----- | ------------- | ----------------- | ------------------- |
| 1  | NHK 盛岡総合           | JOQG-DTV      | 14              | 1kW         | 7.2kW | 岩手県        | 約25万8千世帯     | NHK 携帯G・盛岡     |
| 2  | NHK 盛岡教育           | JOQC-DTV      | 13              | 1kW         | 7.2kW | 全国          | 約25万8千世帯     | NHK携帯2            |
| 4  | TVI テレビ岩手         | JOII-DTV      | 18              | 1kW         | 9.4kW | 岩手県        | 約25万8千世帯     | テレビ岩手携帯      |
| 5  | IAT 岩手朝日テレビ     | JOIY-DTV      | 22              | 1kW         | 9.8kW | 岩手県        | 約25万8千世帯     | 岩手朝日テレビ      |
| 6  | IBC 岩手放送           | JODF-DTV      | 16              | 1kW         | 9.5kW | 岩手県        | 約25万8千世帯     | IBCテレビ携帯       |
| 8  | mit 岩手めんこいテレビ | JOYH-DTV      | 20              | 1kW         | 9.8kW | 岩手県        | 約25万8千世帯     | めんこいテレビ 携帯 |

- 地上デジタル放送開始日は、NHKが2005年12月1日、民放が2006年10月1日である。
- 放送エリアは、紫波郡矢巾町・紫波町の全域。盛岡市・花巻市・北上市・一関市・八幡平市・奥州市・滝沢市・岩手郡岩手町・葛巻町・雫石町・胆沢郡金ケ崎町・西磐井郡平泉町の各一部地域、二戸郡一戸町の南部（奥中山・宇別・摺糠地区）で岩手県全世帯の約54%をカバー。
- FMIは、TVIの施設を間借りしている。
- IBCデジタルテレビは、NHKの施設を間借りしている。
- mitとIATは、アナログ・デジタルともに共同使用している。
- 福島県の笹森山と同様に東北自動車道の上下線から当送信所鉄塔を見る事が出来る。

### 地上アナログテレビジョン放送
| チャンネル | 放送局名               | コール サイン | 空中線 電力         | ERP                   | 放送対象 地域 | 放送区域 内世帯数 |
| ---------- | ---------------------- | ------------- | ------------------- | --------------------- | ------------- | ----------------- |
| 4          | NHK 盛岡総合           | JOQG-TV       | 映像3kW/ 音声750W   | 映像18.5kW/ 音声4.6kW | 岩手県        | 約26万世帯        |
| 6          | IBC 岩手放送           | JODF-TV       | 映像3kW/ 音声750W   | 映像17kW/ 音声4.2kW   | 岩手県        | 約26万世帯        |
| 8          | NHK 盛岡教育           | JOQC-TV       | 映像3kW/ 音声750W   | 映像18.5kW/ 音声4.6kW | 全国          | 約26万世帯        |
| 31         | IAT 岩手朝日テレビ     | JOIY-TV       | 映像10kW/ 音声2.5kW | 映像91kW/ 音声23kW    | 岩手県        | 約26万世帯        |
| 33         | mit 岩手めんこいテレビ | JOYH-TV       | 映像10kW/ 音声2.5kW | 映像91kW/ 音声23kW    | 岩手県        | 約26万世帯        |
| 35         | TVI テレビ岩手         | JOII-TV       | 映像10kW/ 音声2.5kW | 映像97kW/ 音声24kW    | 岩手県        | 約26万世帯        |

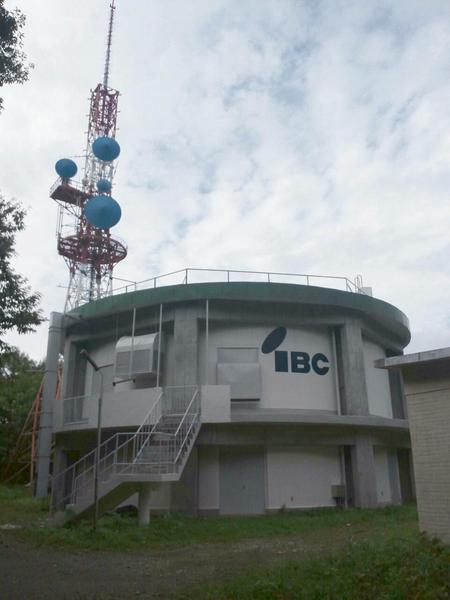
IBCアナログテレビ送信所

- アナログテレビ放送は2011年7月24日で終了する予定だったが、東北地方太平洋沖地震(東日本大震災)が発生した影響で、甚大な被害が出たことから2012年3月31日まで延期された。

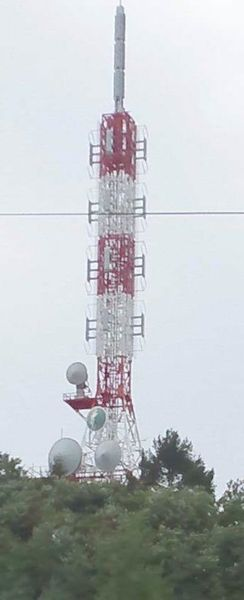
緑色に塗られているのがエフエム岩手のアンテナ

### FMラジオ放送
| 周波数 （MHz） | 放送局名         | コールサイン等 | 空中線電力 | 実効輻射電力 | 放送対象地域 | 放送区域 内世帯数            |
| -------------- | ---------------- | -------------- | ---------- | ------------ | ------------ | ---------------------------- |
| 76.1           | FMI エフエム岩手 | JOQU-FM        | 1kW        | 4.7kW        | 岩手県       | -                            |
| 83.1           | NHK 盛岡FM       | JOQG-FM        | 1kW        | 4.8kW        | 岩手県       | -                            |
| 90.6           | IBC 岩手放送     | (IBC盛岡FM）   | 1kW        | 3.9KW        | 岩手県       | 269,049世帯 (カバー率75.0%） |

- NHK-FMは1964年に実用化試験局（モノラル）ならび実験局（ステレオ）として運用開始、1969年3月1日から本放送を開始した[9]。
- IBC岩手放送はFM補完中継局として、2016年10月6日に総務省東北総合通信局より予備免許が交付され[12][10]、12月22日に本免許が交付、12月23日に運用開始した[13][14][15]。

### マルチメディア放送
| 周波数                                      | 放送局名      | 空中線 電力 | ERP  | 放送区域     | 運用開始日     | サービス終了日 |
| ------------------------------------------- | ------------- | ----------- | ---- | ------------ | -------------- | -------------- |
| 214.714286MHz （VHF11chに相当する周波数帯） | Jモバ 盛岡MMH | 7.5kW       | 51kW | 岩手県の一部 | 2013年 2月28日 | 2016年6月30日  |

#### 歴史
- 2013年1月18日 - 予備免許交付
- 2013年1月22日 - 試験放送開始
- 2013年2月20日 - 本免許交付
- 2013年2月28日 - 本放送開始
- 2016年6月30日 - サービス終了[1]

## その他
- これらの送信施設は一見同じ敷地内に建てられているように見えるが、IBCアナログとNHK・IBCデジタル、テレビ岩手・エフエム岩手とめんこいテレビ・岩手朝日の送信施設は、それぞれ別の道をたどらないと行き着くことができない。
- 同山には岩手ゴルフ倶楽部がコースを構えており、コースへの道案内看板をたどれば送信施設群にたどり着くことができる。